# Centrès
Centrès é uma comuna francesa na região administrativa de Occitânia, no departamento de Aveyron. Estende-se por uma área de 36,71 km². Em 2010 a comuna tinha 473 habitantes (densidade: 12,9 hab./km²).